# Broughton (Craven)
Broughton is een civil parish in het bestuurlijke gebied Craven, in het Engelse graafschap North Yorkshire.